# Discobola freyana
Discobola freyana is een tweevleugelige uit de familie steltmuggen (Limoniidae). De soort komt voor in het Palearctisch gebied.
1. ↑  (en) Discobola freyana op de IUCN Red List of Threatened Species.